# Mai Narva
Mai Narva est une joueuse d'échecs estonienne née le 22 octobre 1999 à Tallinn. Elle a le titre de maître international féminin depuis 2015, puis de grand-maître féminin en 2021 et maître international mixte en 2022. 
Au 1er avril 2025, elle est la première joueuse estonienne avec un classement Elo de 2 371 points. Elle est également 70e joueuse mondiale et 6e d'Estonie tous sexes confondus.

## Biographie et carrière
Narva a remporté le championnat d'Europe des moins de 16 ans en 2014.
Elle est couronnée au championnat d'Estonie féminin à quatre reprises (en 2014, 2016, 2017 et 2020). En 2024 elle participe au championnat mixte et termine vice-championne, battue en finale par Aleksandr Volodine
En 2025 elle termine troisième au championnat d'Europe féminin.

### Compétitions par équipes
Mai Narva représente l'Estonie au premier échiquier lors de toutes les olympiades depuis 2014. En 2014 et 2016, elle est la coéquipière de sa soeur Triin et de sa mère Regina.